# South Van Horn
South Van Horn ist ein census-designated place (CDP) im Fairbanks North Star Borough in Alaska in den Vereinigten Staaten. Das U.S. Census Bureau hatte bei der Volkszählung 2020 eine Einwohnerzahl von 503 ermittelt.

## Geographie
Das South Van Horn CDP liegt am Südrand von Fairbanks, knapp 4 km von dessen Stadtzentrum entfernt. South Van Horn liegt am rechten nördlichen Flussufer des Tanana River. Im Westen des CDP-Gebietes befindet sich der Flughafen Fairbanks. Die Längsausdehnung in Ost-West-Richtung beträgt 10,5 km. Entlang der westlichen Nordgrenze verläuft der George Parks Highway (Alaska Route 3). Durch das CDP-Gebiet und entlang der zentralen nördlichen Grenze verläuft die „Van Horn Road“.
Das South Van Horn CDP grenzt im äußersten Westen an Chena Ridge, im Nordwesten an College sowie im Nordosten und im Osten an die City of Fairbanks.

## Geschichte
South Van Horn ist eines von mehreren CDPs, die beim Zensus 2010 aus Teilen von Vororten von Fairbanks gebildet wurden.

## Demografie
Zum Zeitpunkt der Volkszählung im Jahre 2020 (U.S. Census 2020) hatte South Van Horn 503 Einwohner auf einer Landfläche von 20,37 km². Von den Einwohnern waren 331 Weiße, 17 Afroamerikaner, 65 amerikanisch-indianischer Abstammung sowie 6 Asiaten. Beim Zensus 2010 lag die Einwohnerzahl bei 558.